# Сан (Луизијана)
Сан (енгл. Sun) град је у америчкој савезној држави Луизијана.

## Демографија
По попису из 2010. године број становника је 470, што је 1 (-0,2%) становника мање него 2000. године.
| Група             | 2000.       | 2010.       |
| Белци             | 403 (85,6%) | 389 (82,8%) |
| Афроамериканци    | 54 (11,5%)  | 60 (12,8%)  |
| Азијати           | 2 (0,4%)    | 2 (0,4%)    |
| Хиспаноамериканци | 2 (0,4%)    | 9 (1,9%)    |
| Укупно            | 471         | 470         |